# 五一鎮區 (奧倫堡州)

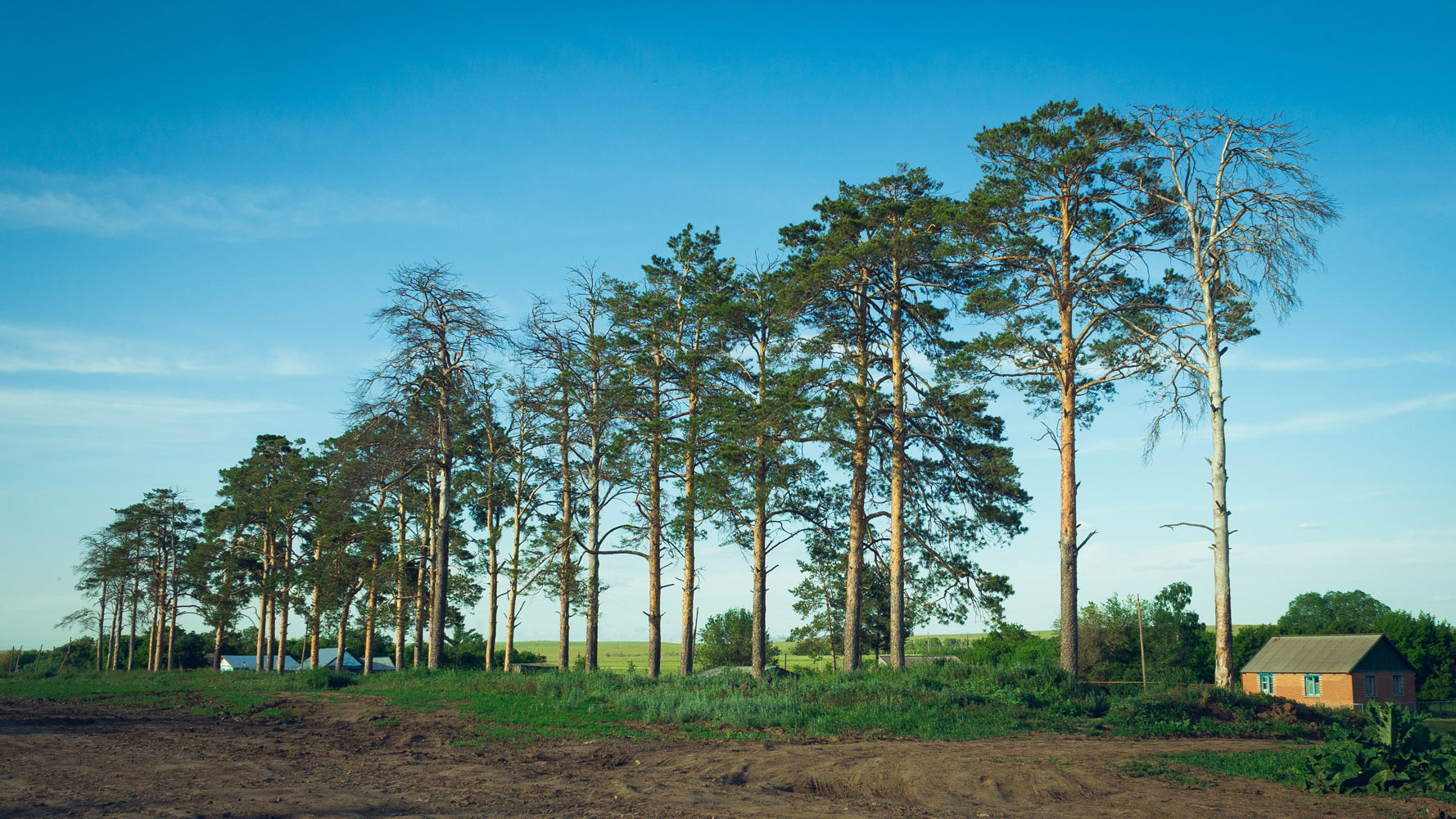

51°32′10″N 54°59′56″E / 51.53611°N 54.99889°E
五一鎮區（俄语：Первомайский район），是俄羅斯的一個區，位於該國西南部，由奧倫堡州負責管轄，面積5,055平方公里，2010年人口25,626，人口密度每平方公里5.07人。